# Lubanja
Lubanja je koštani dio glave kod većine kralježnjaka. Sastoji se od glavnog dijela (kranija), te donje čeljusti (mandibule).
Funkcija lubanje je zaštita mozga te kao mjesto za organe osjeta vida, njuha i sluha.

## Etimologija
Riječ lubanja dolazi od staroslavenskog lẉb, vanjski dio kore drva. Također se koristi kranij (lat. cranium) koja je preuzeta iz grčkog κρανίον (kranion, lubanja).

## Galerija
- Ljudska lubanja
- Lubanja buldoga
- Lubanja medvjeda
- Lubanja supa
- Lubanja ribe